# Massaker von Civitella in Val di Chiana, Cornia und San Pancrazio

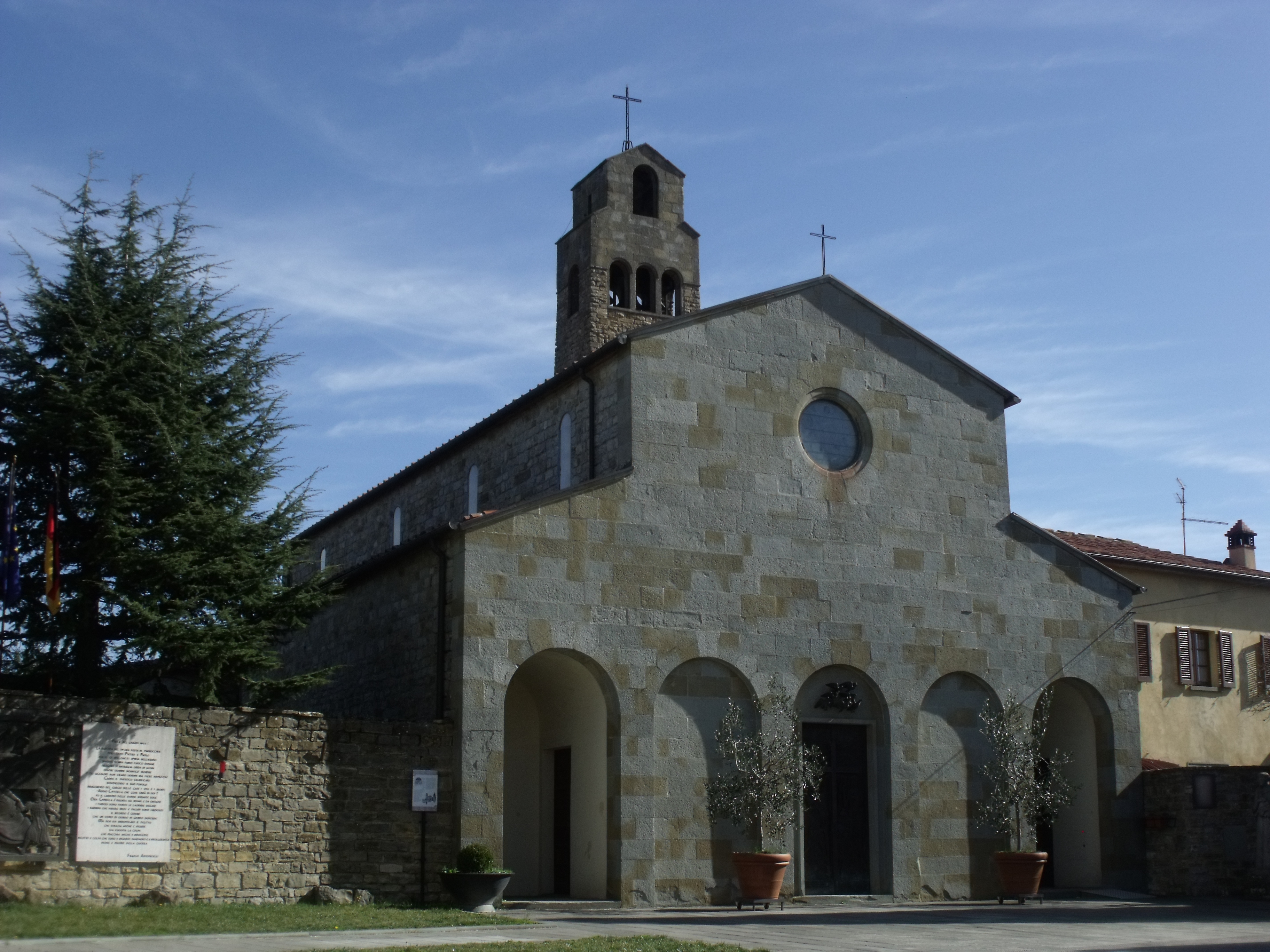
Die Kirche Santa Maria Assunta in Civitella mit dem Opfermahnmal (links)

Das Massaker von Civitella in Val di Chiana, Cornia und San Pancrazio an Zivilisten durch deutsche Wehrmachtsangehörige fand am 29. Juni 1944 im Zweiten Weltkrieg statt.
Die drei italienischen Dörfer Civitella in Val di Chiana, Cornia und San Pancrazio liegen in der Toskana, etwa 15 Kilometer südwestlich von Arezzo zwischen dem Chiana- und Ambra-Tal. In den drei Orten wurden nach dem Stand der neueren Forschung durch den Historiker Carlo Gentile nachweislich 170 Personen und weitere Menschen ermordet. In älterer Literatur werden Zahlen genannt, die von über 200 bis zu 245 Opfer reichen. Ferner wird angegeben, dass im Verlauf des Massakers „etwa 100 Häuser […] durch Feuer zerstört“ wurden.

## Vorgeschichte
Nachdem am 4. Juni Rom von den Alliierten befreit worden war befand sich die Wehrmacht auf dem Rückzug. In dem Gebiet der drei Dörfer war eine kleine Partisanengruppe namens „Banda Renzino“ aktiv. Das IXXI. Panzerkorps und die Fallschirm-Panzer-Division 1 Hermann Göring, die dort in ihrer Rückzugsbewegung disloziert worden waren, sahen sich von den Partisanen bedroht und Vorfälle bestärkte dies. Eine Gruppe Fallschirmjäger lagerte am 18. Juni 1944 in der Nähe eines Bauernhofs von Civitella. Als vier von ihnen am Abend in die Dorfschenke gingen, wurden sie überfallen. Zwei von ihnen wurden von Partisanen sofort getötet, der Dritte wurde schwer verwundet und starb kurz darauf. Der Vierte konnte mithilfe der Bevölkerung fliehen. Am 21. Juni 1944 wurde ein Unteroffizier der Feldgendarmen der Division Hermann Göring bei Corcia bei einem Partisanenüberfall schwer verwundet und zwei Soldaten wurden verschleppt. Am 23. Juni reagierte das deutsche Militär auf die Entführung und befreite die zwei Soldaten, verlor allerdings bei der Befreiung einen Mann.
Am 29. Juni 1944 gingen die deutschen Truppen gegen die drei Dörfer unter dem Vorwand der „Bandenbekämpfung“ vor. Es war kein Angriff auf die Partisanen, sondern eine Ermordung von Zivilisten. Ob der Befehl von dem Panzerkorps oder von der Division Hermann Göring erging, ist nicht bekannt. Über das Massaker gibt es weder Akten noch verschriftlichte Befehle der Wehrmacht.

## Civitella in Val di Chiana

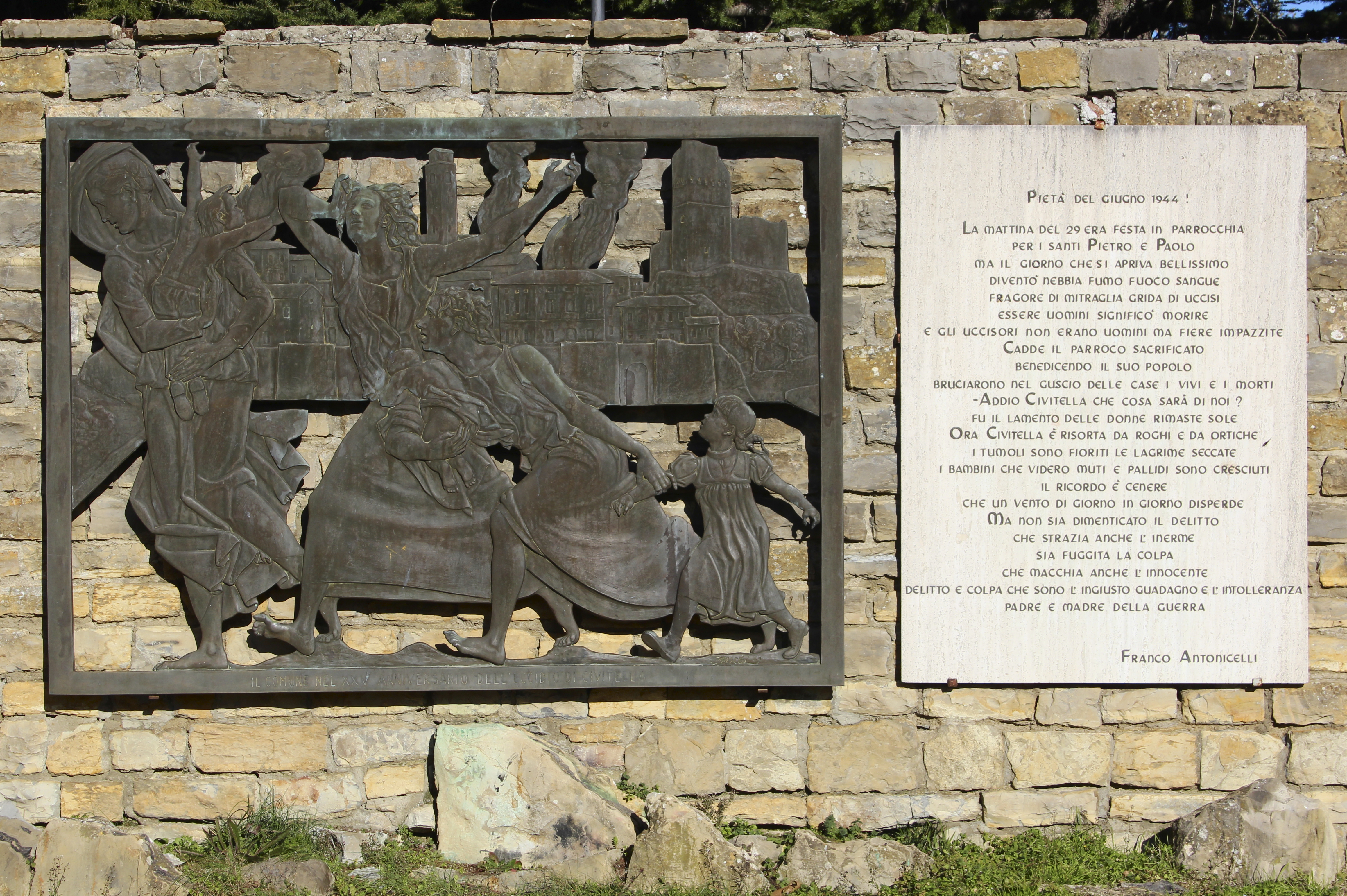
Das Opfermahnmal Pietà del Giugno 1944 in Civitella in Val di Chiana

In dem Dorf Civitella in Val di Chiana (⊙) lebten vor dem Zweiten Weltkrieg 284 Menschen. Etwa 100 Mann der Alarmkompanie der Versorgungstruppen „Vesuv“ der Panzerdivision Hermann Göring begannen im Morgengrauen mit der Umzingelung der unteren Dorfes. Zur gleichen Zeit gingen viele Personen der umliegenden Weiler und Dorfbewohner zur Frühmesse. Als die Soldaten in das Dorf eindrangen, erschossen sie nahezu alle anwesenden Männer und einige Frauen, plünderten die Häuser und zündeten sie an. Die Soldaten unterbrachen die Messe in der Dorfkirche und zwangen alle auf die zentrale Piazza, wo die Männer von den Frauen und Kinder getrennt wurden. Nachdem die Frauen und Kinder aus dem Dorf getrieben worden waren, führten Soldaten die Männer in 5er-Gruppen hinter eine Mauer der Piazza. Dort ermordeten sie sie einzeln durch Kopfschuss. Die auf der Piazza und hinter der Mauer liegenden Leichen wurden auf die Piazza geschleppt und in die brennenden Häuser geworfen. Aber nicht nur dort wurden Menschen ermordet, sondern auch in den Häusern und Straßen. Auf einem Platz am Fuß des Bergs, über dem sich Civitella erhebt, wurden etwa 70 bis 75 Bewohner der umliegenden Hauser zusammengetrieben. Die Frauen und Kinder wurden weggeschickt. Die verbliebenen 20 Männer wurden durch eine Salve aus einem Maschinengewehr erschossen. 93 Menschen von Civitella wurden ermordet, etwa ein Drittel der Dorfbevölkerung. Davon wurden 58 Menschen in den Mauern von Civitella und 35 außerhalb getötet.

## San Pancrazio

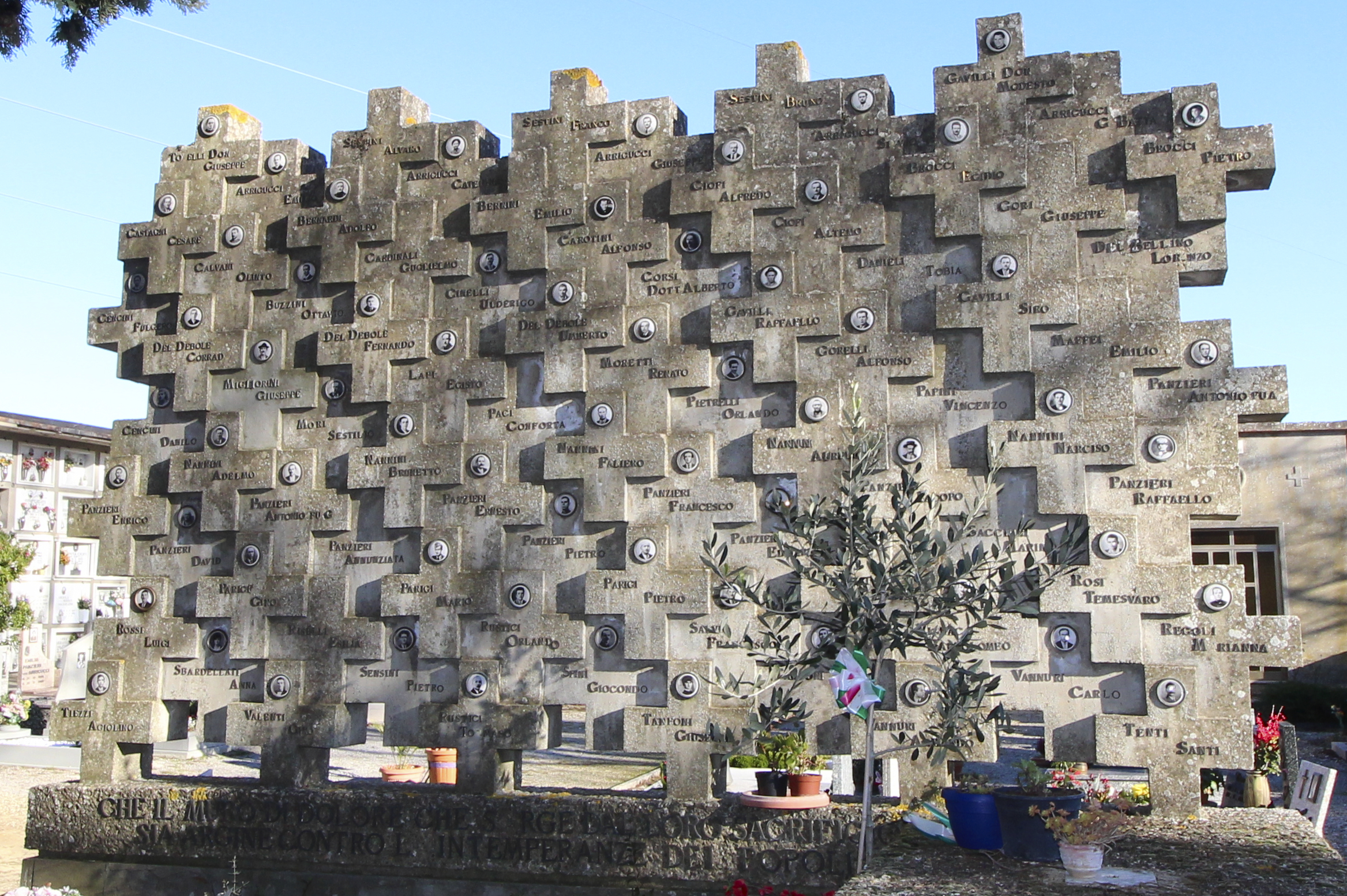
Das Opfermahnmal am Friedhof von San Pancrazio

Frühmorgens drangen Soldaten der Alarmkompanie „Pauke“ des Panzerregiments „Hermann Göring“ in das Dorf San Pancrazio (⊙) ein. Die Männer und Frauen wurden mehrere Stunden auf unterschiedlichen Plätzen im Ort bewacht. Anschließend wurden Frauen und Kinder aus dem Dorf getrieben. 59 Männer wurden durch Genickschuss einzeln in einem Keller getötet. Als bereits etwa die Hälfte erschossen worden war, wurden die noch am Leben befindlichen Männer aufgefordert, Aussagen zu Partisanen zu tätigen. Sechs meldeten sich und wurden nach der Ermordung der 59 Männer in ein Sammellager für Zwangsarbeiter gebracht.

## Cornia

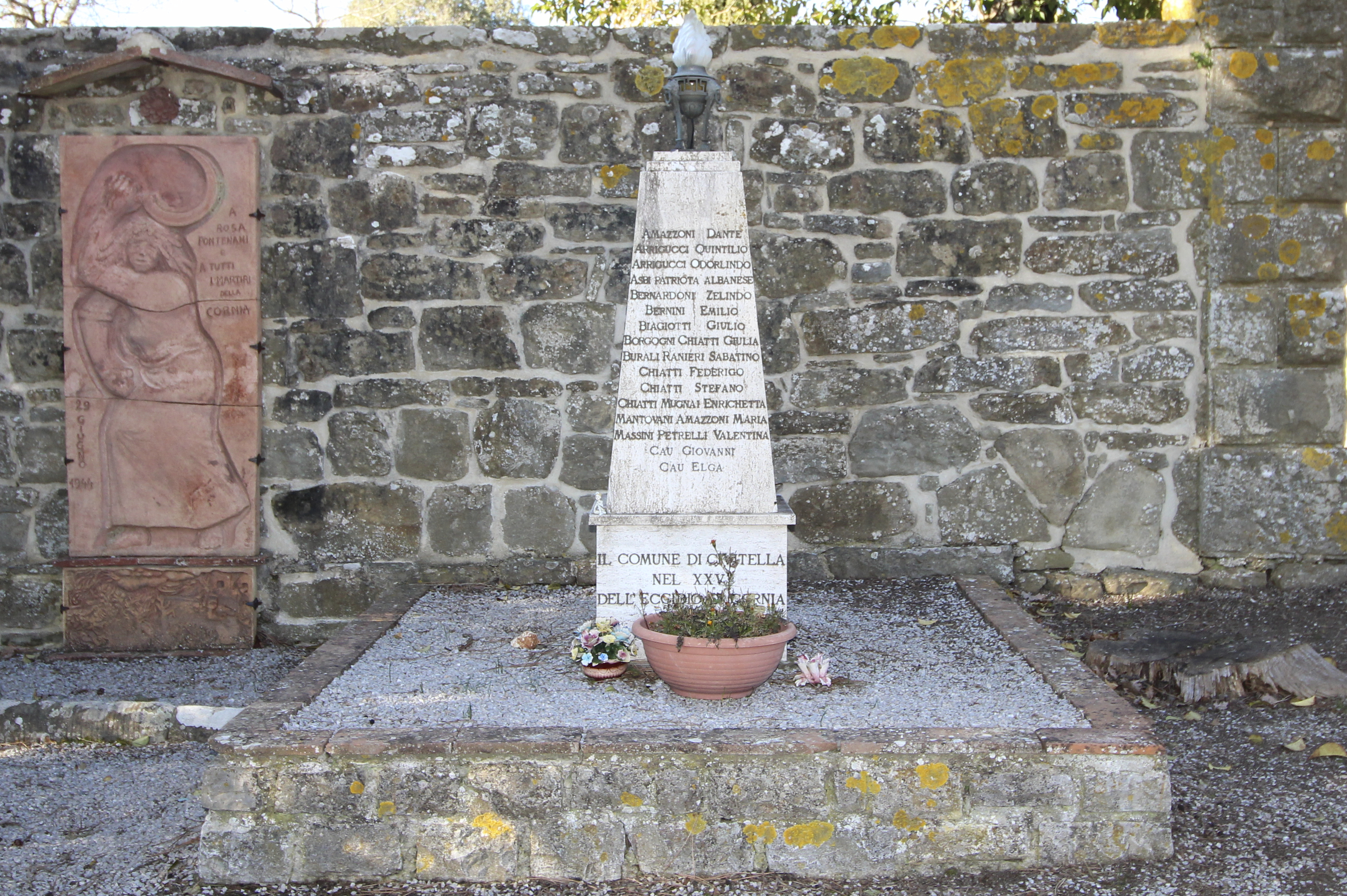
Das Opfermahnmal am Friedhof von Cornia

Das etwa acht Kilometer südlich von San Pancrazio liegende Dorf Cornia (⊙) befindet sich in einem Seitental. Die deutschen Soldaten näherten sich in drei Gruppen, die teilweise motorisiert waren. Als die deutschen Truppen das auf einem Hang liegende Dorf am 29. Juli 1944 erstiegen, erschossen sie auf ihrem Weg drei Frauen, einen Jungen und zwei weitere Männer. Im Ort angelangt, war das Vorgehen unterschiedlich. Es wurden Männer, Frauen und Kinder in Häusern erschossen und in anderen Fällen wurden Frauen sie freigelassen. Einige Frauen wurden vermutlich auch vergewaltigt. Unter den Ermordeten von Cornia befand sich der einzige Partisan der drei Dörfer. In Cornia und in den umliegenden Weilern zählte der Historiker Carlo Gentile 28 ermordete Menschen, weitere Morde, die nicht näher von ihm beziffert wurden, müssen hinzugezählt werden. Unter den Ermordeten war ein einjähriges Kind mit Mutter. Ferner sind unter den Opfern auch die schwedische Künstlerin Helga Elmquist mit ihrem Ehemann und der italienische Schriftsteller Giovanni Cau hinzuzuzählen, die angeblich der Kollaboration mit den Partisanen verdächtig waren. Sie wurden am 29. Juni 1944 festgenommen. Ihre Leichen fand man im Jahr 1950 in der Nähe von Monte San Savino.

## Gerichtsurteile
1945 wurde das Massaker von einer von der UNO eingesetzten Untersuchungskommission dokumentiert. 1950 wurde der wegen Beihilfe an den Massakern von Civitella in Val di Chiana, Cavriglia und Bucine angeklagte Kommandeur der Fallschirm-Panzer-Division 1 Hermann Göring Generalleutnant Wilhelm Schmalz von einem italienischen Militärgericht in Rom für nicht schuldig befunden. Am 10. Oktober 2006 verurteilte dagegen das Militärgericht in La Spezia die ehemaligen Divisionsangehörigen Unteroffizier Max Josef Milde, Oberleutnant Siegfried Böttcher und Leutnant Karl Stolleisen in Abwesenheit jeweils zu einer lebenslangen Freiheitsstrafe. Das Urteil gegen den Angeklagten Milde – der Angeklagte Böttcher war in der Zwischenzeit verstorben – und gegen Stolleisen, der keinen Einspruch gegen das Urteil in erster Instanz erhob, wurde 2007 in zweiter Instanz vom Appellationsmilitärgerichtshof in Rom und 2008 vom Obersten Kassationsgerichtshof in dritter und letzter Instanz bestätigt.
Der Appellationsmilitärgerichtshof in Rom verurteilte zugleich die Bundesrepublik Deutschland zu einer Entschädigungszahlung von einer Million Euro an neun Angehörige zweier Opfer, die als Nebenkläger aufgetreten waren. Gegen dieses Urteil legte die Bundesrepublik Einspruch beim Obersten Kassationsgerichtshof in Rom ein. Letzterer wies den Einspruch zurück, womit das Urteil rechtskräftig wurde, was einen Präzedenzfall für die juristische Aufarbeitung der von Nazi-Deutschland im Zweiten Weltkrieg begangenen Kriegsverbrechen an Zivilisten in Italien darstellte.
Gegen die Vollstreckung dieses Urteils klagte die deutsche Bundesregierung vor dem Internationalen Gerichtshof (IGH) in Den Haag. Am 3. Februar 2012 entschied der IGH zu Gunsten der deutschen Regierung. In einem grundsätzlichen Urteil vom 22. Oktober 2014 hat das italienische Verfassungsgericht dem IGH widersprochen. Dem italienischen Verfassungsgericht ging inzwischen eine Klage von Opferverbänden ein, daher ist die Entschädigungsfrage wieder offen.
Gegen Max Josef Milde wurde 2011 vom Militärgericht in Verona ein Europäischer Haftbefehl erlassen. Die Generalstaatsanwaltschaft Schleswig-Holstein verweigerte die Auslieferung von Milde, woraufhin das Militärgericht in Verona die Vollstreckung des Urteils in Deutschland beantragte, was jedoch ebenfalls ungehört blieb.

## Gedenken
An der zentralen Piazza von Civitella erinnert ein Bronzerelief und eine Gedenktafel mit den Namen der Toten.
Anlässlich des 70. Jahrestags am 29. Juni 2014 gedachten der damalige Bundesaußenminister Frank-Walter Steinmeier gemeinsam mit der damaligen italienischen Außenministerin Federica Mogherini durch ihren Gedenkstundenbesuch mit Kranzniederlegung in Civitella der Opfer.